# Las Flores, Morelos
Las Flores är en ort i Mexiko.   Den ligger i kommunen Puente de Ixtla och delstaten Morelos, i den sydöstra delen av landet, 80 km söder om huvudstaden Mexico City. Las Flores ligger 1 051 meter över havet och antalet invånare är 221.
Terrängen runt Las Flores är platt åt sydväst, men åt nordost är den kuperad. Terrängen runt Las Flores sluttar söderut. Runt Las Flores är det ganska tätbefolkat, med 185 invånare per kvadratkilometer. Närmaste större samhälle är Temixco, 15,7 km norr om Las Flores. Omgivningarna runt Las Flores är en mosaik av jordbruksmark och naturlig växtlighet.